# Lepturges confluens
Lepturges confluens là một loài bọ cánh cứng trong họ Cerambycidae.